# عباس اسدزاده
عباس اسدزاده (‎۱۵ فروردین ۱۳۵۷) یک بازیکن سابق هندبال اهل ایران است.

## افتخارات
- مقام سوم قهرمانی آسیا در سال ۲۰۱۷ میلادی به میزبانی تایلند.[۱][۲]